# Headhunter (beroep)
Een headhunter (letterlijk "koppensneller") of recruiter is een persoon die als beroep werknemers zoekt.

## Beschrijving
Waar een uitzendbureau zoekt naar geschikte medewerkers voor algemene functies, is een headhunter op zoek naar mensen met speciale vaardigheden en/of een specifieke positie. Vaak gaat het dan om mensen met veel ervaring en om posities waar moeilijk werknemers voor te vinden zijn. Het salaris van een headhunter bestaat vaak uit het salaris van de "weggesnoepte" topman/vrouw.
Een headhunter kan op eigen houtje bij een organisatie werken en fungeren als onafhankelijk contact tussen hun klant en de kandidaten die zij werven voor een positie bij die klant. De meeste headhunters specialiseren zich óf in vaste en fulltimecontracten óf in tijdelijke contracten. Soms is een headhunter gespecialiseerd in beide.
De headhunters die zich specialiseren in tijdelijke contracten, splitsen hun werkzaamheden in twee groepen. Eén groep concentreert zich op het verkrijgen van orders en de andere groep concentreert zich op het werven van kandidaten. De meeste headhunters die zich in tijdelijke contracten specialiseren krijgen een basissalaris, maar ontvangen een commissie of een bonus die gekoppeld is aan het aantal plaatsingen die ze maken. 
Headhunters die zich specialiseren in fulltime contracten doen eigenlijk hetzelfde als degenen die gespecialiseerd zijn in tijdelijke contracten, maar de fulltime contracten-specialisten worden vaker headhunter genoemd. Het verschil tussen de eerste en de tweede groep wervers (recruiters en headhunters dus) is dat headhunters meer gespecialiseerd zijn en meer marktkennis en een groter netwerk hebben. Waar recruiters een advertentie plaatsen voor een vacature en geen idee hebben met wie ze te maken hebben, heeft een headhunter altijd kennis over het arbeidsverleden, de scholing, de hobby’s etc. van de kandidaat.

## Typen headhunter
Headhunters worden onderverdeeld in:
- Executive Search Professionals
- Executive Search Agents

Executive Search Professionals staan bekend om hun netwerk van contacten en kennis van een bepaald werkgebied. Verder opereren Executive Search Professionals alleen op het hoogste niveau. Ze houden zich ook bezig met het inleenproces, zorgen voor gedetailleerde rapportages en voor intakegesprekken. Soms presenteren ze echter de kandidaten alleen aan het bedrijf als ze denken dat de kandidaat in kwestie goed in de bedrijfscultuur past.
Executive Search Agencies hebben juist lange relaties met cliënten. Het is ook erg belangrijk dat die organisaties opereren met veel professionaliteit. Methodes als cold calling – wat recruiters dus doen - worden daarom ook geschuwd. Executive Search Agencies leveren vaak ook (legaal) bedrijfsgeruchten van concurrenten van hun cliënten. Headhunterbureaus verdienen hun geld met commissies uit de prijzen die ze van hun cliënten vragen. Sommigen krijgen ook een basissalaris.
Een nieuw fenomeen in de markt zijn "headhunters" die zich niet richten op personeel voor hoger functies maar op senior adviseurs of consultants voor grote en complexe adviesprojecten. Deze organisaties werken en fungeren eveneens als een soort onafhankelijk makelaar maar dan tussen de opdrachtgever en de consultancy of adviesbureaus waar deze adviseur werkzaam zijn. Het verschil met detacherings- of interim-managementorganisatie is dat deze "headhunters" bijvoorbeeld meer gespecialiseerd zijn, inhoudelijk zelfkennis en ervaring hebben van de gevraagde en aangeboden adviesdienst, de adviesmarkt goed kennen, kennis hebben van de branche van de opdrachtgever en beschikken over een groot netwerk. Daar waar detacherings- of interim managementbureaus meer (slimme) handjes leveren en geen concrete adviesoplossingen of strategisch advies leveren.

## Inkomsten en zoekmethoden
Dure en bekende headhunterbureaus krijgen een gedeelte vooruitbetaald om een specifieke zoektocht voor een manager of directeur te beginnen. Dit wordt "retained search" genoemd. Retained search wordt vaak gebruikt voor posities die van strategisch belang zijn of vanaf een bepaalde salarisgrens. Een indicatie hiervoor is een salaris van meer 100.000 euro per jaar OTE. 
Bij retained search vraagt het headhuntersbureau meestal 25-33% van het jaarsalaris van de door hun geplaatste kandidaat. Dit wordt in termijnen betaald; een deel vooraf, en deel na een afgesproken periode (bijvoorbeeld: dertig dagen) of een deel nadat men een gepresenteerde kandidaat voor een tweede gesprek uitnodigt en de laatste termijn bij de tekening van het arbeidscontract of na het einde van de proeftijd. Je betaalt bij retained search voor de tijd, moeite maar vooral voor de expertise en marktkennis van het bureau. Het bureau leidt het hele proces van begin tot einde, dus vanaf het begin van de zoektocht tot de kandidaat is begonnen met werken.
Bij delimited search gaat het vrijwel hetzelfde als bij retained search, maar het verschil is dat er bij delimited search een strikt tijdschema is waaraan het bureau zich houdt en er niet per se in derden betaald wordt. Vaak is het gebruikelijk dat no cure, no pay geldt, en dat de vergoeding verschuldigd wordt op het moment dat het bedrijf de kandidaat een aanbod heeft gedaan dat deze heeft geaccepteerd. In Luxemburg, waar de proeftijd zes maanden bedraagt, wordt de vergoeding in zes maandtermijnen betaald en is het restant niet verschuldigd indien de kandidaat ontslagen wordt of ontslag neemt tijdens de proeftijd.
Bedrijven kiezen voor retained search als er een vacature is voor een positie waarbij het erg moeilijk is een tijdschema te maken waarin de zoektocht geslaagd moet zijn. En omdat bij retained search al 2/3 van de prijs is verzameld voor de zoektocht afgelopen is, wordt deze manier van zoeken verkozen wanneer de positie essentieel is voor het bedrijf (er moet dus een gekwalificeerd persoon voor deze hoge, belangrijke functie gevonden worden), maar de kandidaten zijn niet makkelijk te vinden. Hoewel delimited search steeds populairder wordt, is retained search de populairste manier van zoeken.
Delimited search wordt gekozen door organisaties die niet het risico van retained search willen lopen. Delimited search wordt dus niet gezien als een ideale zoekmethode voor hoge functies waar goed personeel moeilijk voor te vinden is. Het "de klok tikt-idee" wordt door veel bedrijven gezien als een hulpmiddel om de headhunters bij de les te houden en te zorgen dat ze actief en betrokken blijven bij en tijdens het huurproces.
Bedrijven die vacatures hebben op minder hoge posities, werken meestal niet met een headhuntersbureau. Dit doen ze niet omdat een headhuntersbureau erg prijzig is. Voor de lagere posities gaan ze vaak naar een uitzendbureau.

## Ethiek
Zoals in alle soorten bemiddeling is moral hazard een groot probleem. De recruiter verdient zijn commissie met het plaatsen van de kandidaat maar heeft geen belang bij de langetermijnperspectieven van zowel de kandidaat als het bedrijf. Zo kan het voorkomen dat een recruiter een kandidaat (soms willens en wetens) plaatst in een vacature die of een bedrijf dat niet bij hem past. Als de commissie echter is betaald is het niet langer de zorg van de recruiter, maar zit de kandidaat met een baan die hij of zij niet leuk vindt en het bedrijf met een ongemotiveerde of slecht presterende werknemer.
Een headhuntersbureau tekent vaak een contract met hun klant, waarin overeengekomen wordt dat het bureau geen medewerkers van dat bedrijf rekruteert om bij een ander bedrijf te gaan werken. Er zijn zelfs bedrijven die met een bepaald headhuntersbureau in zee gaan om te zorgen dat dat bureau geen werknemers van hen wegpikt. Overigens is een contractuele tijdslimiet hier gebruikelijk: een geplaatste kandidaat mag dan bijvoorbeeld een jaar lang niet benaderd worden. Het ethische dilemma dat hieruit voortvloeit is: als een headhuntersbureau een kandidaat bij een bedrijf geplaatst heeft en hij functioneert slecht, dan kan het bureau hem niet "wegpikken" bij dat bedrijf om hem bij een andere klant te plaatsen waar hij perfect zou functioneren. Aan de andere kant bestaan recruiters die geplaatste kandidaten na het verstrijken van de termijn nogmaals benaderen of gebruik maken van 'reverse sollicitation' om het contractuele verbod te omzeilen.
Een ander ethisch kritiekpunt is onzorgvuldigheid met persoonsgegevens door recruiters, zoals zonder toestemming van de kandidaat een c.v. doorsturen aan een bedrijf. Ook kandidatenwerving door cold calling naar bedrijven en naar een bepaalde functie te vragen om zo de geschikte kandidaat te spreken, wordt als onethisch gezien. Een bron van ergernis voor kandidaten is vaak het worden benaderd door meerdere recruiters voor een en dezelfde vacature.